# つかせのりこ
つかせ のりこ（1945年12月23日 - 1989年5月15日）は、日本の女性声優、歌手。神奈川県出身。青二プロダクション最終所属。つかせのり子とクレジットされている作品もある。

## 経歴
高校2年生の時に放送コンテスト県大会で2位を獲得。
面白い声をしているというため、好きなことをやってみようと思い、高校卒業後、東京タレントセンターに入所。
同タレントセンター卒業後、テント劇場に出演していたり、タレント活動をしていた。
その後、ラジオ関東のディスクジョッキーを経験。1970年から『できるかな』のナレーターを始めたのがきっかけで、声優としての活動を始める。晩年はシャンソン歌手としての本格的に活動をしており、『ろくでなし』が得意であった。
大阪テレビタレントビューロー（TTB）を経て、最後は青二プロダクションに所属していた。
1989年1月下旬に入院により持ち役を一斉に降板。
1989年5月15日、直腸癌のため東京都立川病院で死去。43歳没。一時期は退院間近まで回復していた中、再度悪化した後のことであった。

## 人物
声種はアルト。
ハスキーで個性的な声だったため、役柄としては、女役から男役、動物役までこなしていた。
山口奈々によると、つかせは頭の回転が速く、三味線からダンス、英会話まで毎日びっしりスケジュールを取り組んでいた努力家であったと語る。
趣味はテニス、水泳、ゴルフ、スキューバダイビング。

## 出演
太字はメインキャラクター。

### テレビアニメ
1972年
- モンシェリCoCo（ナタリー）
- デビルマン（ガンダー）

1973年
- 科学忍者隊ガッチャマン（少年、子供）
- キューティーハニー（1973年 - 1974年、アルフォンヌ）
- けろっこデメタン（うなぎのニョロ吉、イモリのモリ太）
- ドラえもん（日本テレビ版）（デブ子）
- バビル2世
- ミクロイドS

1974年
- アルプスの少女ハイジ（チネッテ）
- カリメロ
- グレートマジンガー（シンイチ）
- ゲッターロボ（ミユキ）
- てんとう虫の歌（一週金太郎）
- ドロロンえん魔くん
- 魔女っ子メグちゃん（1974年 - 1975年、ノン）

1975年
- ゲッターロボG（蛇王鬼〈子供時代〉）
- 鋼鉄ジーグ（アキラ）
- 少年徳川家康（徳千代）

1976年
- 大空魔竜ガイキング（1976年 - 1977年、ハチロー）
- 超電磁ロボ コン・バトラーV（女帝ジャネラ、一木知恵）
- ブロッカー軍団IVマシーンブラスター（早見仁太）
- ポールのミラクル大作戦（トム）
- マグネロボ ガ・キーン（肥前カオル）
- マシンハヤブサ
- 一休さん

1977年
- 家なき子（バンジャマン・アキャン）
- 一発貫太くん（トモエ、チーコの母、小太郎）
- シートン動物記 くまの子ジャッキー（ジャッキー）
- ジェッターマルス
- 超人戦隊バラタック（フランコ）
- 風船少女テンプルちゃん（タムタム）
- ヤッターマン（女王、河太郎）
- 惑星ロボ ダンガードA（月島ツトム）

1978年
- 宇宙海賊キャプテンハーロック（1978年 - 1979年、ますさん 他）
- SF西遊記スタージンガー（ポンポ）
- 銀河鉄道999（ツルー）
- 新・巨人の星
- ペリーヌ物語
- 星の王子さま プチ・プランス（チェルカ）
- 魔女っ子チックル（タケシ）
- 未来少年コナン（テラ）

1979年
- シートン動物記 りすのバナー（バナー）
- 新・巨人の星II
- ゼンダマン（長靴を履いた猫）
- 大恐竜時代（チョビ）
- まえがみ太郎（牛鬼の子）
- 無敵鋼人ダイターン3（コマンダーZ）

1980年
- あしたのジョー2（1980年 - 1981年）
- がんばれゴンベ（三太郎）
- 魔法少女ララベル（テコ）
- ムーの白鯨（学）
- 燃えろアーサー 白馬の王子（ハンス）

1981年
- おはよう!スパンク（スパンク）
- 怪物くん（ロダン）
- カバ園長の動物園日記（女性飼育係）
- ハニーハニーのすてきな冒険
- まいっちんぐマチコ先生（1981年 - 1983年、亀山カメ夫）
- ワンワン三銃士（フランソワ）

1982年
- あさりちゃん（いばら〈初代〉、貴之）
- 逆転イッパツマン（ハル坊）
- ときめきトゥナイト（高見山エミ子）
- Dr.スランプ アラレちゃん（ネコ）
- とんでモン・ペ（ナンダ郎）
- 魔法のプリンセス ミンキーモモ（ルーカス）
- 野生のさけび

1983年
- 光速電神アルベガス（木美ダン子）
- ストップ!! ひばりくん!（梶の母）
- スペースコブラ
- どくとるマンボウ&怪盗ジバコ 宇宙より愛をこめて（マーサ）
- ピュア島の仲間たち（アカナッツ）
- ななこSOS（高円寺）
- パーマン（女スリ、おばさん、サトル、ハルミ）
- ぼくパタリロ!
- プラレス3四郎（1983年 - 1984年、章太）
- まんが日本史
- ミームいろいろ夢の旅（玉三郎）
- まんがイソップ物語 (テレビアニメ)

1984年
- Gu-Guガンモ（オヨネ）
- コアラボーイコッキィ（パニー）
- 北斗の拳（ジロー）
- 星銃士ビスマルク（コルナ、ベラ、ドリミー）
- 宗谷物語（ケンジ）
- とんがり帽子のメモル（ジミー）
- 名探偵ホームズ（オウム）

1985年
- ゲゲゲの鬼太郎（第3作）（1985年 - 1987年、あかなめ〈初代〉、秀夫、岡田、俊夫、健二、アキオ、ハチャ）
- はーいステップジュン（吉之介）
- 夢の星のボタンノーズ（ソワール）

1986年
- ウルトラマンキッズのことわざ物語（ルーキィ）
- がんばれ!キッカーズ（石井健太）
- ドテラマン（佐藤ハジメ / ドテラマン）
- プロゴルファー猿（小飛猿）

1987年
- 新メイプルタウン物語 パームタウン編（グータ、こうもりグータ）
- ドラゴンボール（コンキチ）

1988年
- キテレツ大百科（アル）
- 魁!!男塾（極小路秀麻呂）
- シティーハンター2（ルシファー麗）
- 闘将!!拉麵男（アンニン）
- つるピカハゲ丸くん（ハゲ田ハゲ丸〈初代〉）
- ひみつのアッコちゃん（第2期）（ガンモ〈初代〉、ゴマ〈初代〉）

### 劇場アニメ
1974年
- きかんしゃやえもん D51の大冒険（ハナウタ）
- 魔女っ子メグちゃん（郷ノン）

1975年
- 魔女っ子メグちゃん 月よりの使者（郷ノン）

1977年
- 世界名作童話 白鳥の王子（王子）

1978年
- 宇宙海賊キャプテンハーロック アルカディア号の謎（ますさん）

1980年
- 魔法少女ララベル 海が呼ぶ夏休み（竹村テルコ / テコ）

1981年
- あしたのジョー2

1982年
- おはよう!スパンク（スパンク）
- 浮浪雲（安吾）

1983年
- まんがイソップ物語（ウサギ）
- ユニコ 魔法の島へ（マルス）

1985年
- とんがり帽子のメモル（ジミー）

1987年
- 新メイプルタウン物語 パームタウン編（グータ）

1988年
- 魁!!男塾（極小路秀麻呂）

### OVA
- BIRTH（1984年、イノガニック・ベイビー）

### 吹き替え

#### 映画
- おかしなおかしな大冒険（バーガー夫人〈モニーク・タルベ〉）
- グリース（ヴィー〈ジョーン・ブロンデル〉）※テレビ朝日版
- ダーティハリー2（黒人女性〈マーガレット・エイヴリー〉）※テレビ朝日版

#### ドラマ
- 奥さまは魔女（チャーリーのママ）
- 特捜刑事マイアミ・バイス（アンプル・アーニー〈カーラ・タンバレッリ〉）

### 特撮
- アクマイザー3（ダイヤンガーの声）
- アニメちゃん（コイン怪獣カネゴンの声）
- SFドラマ 猿の軍団（モンタの声）

### テレビ番組
- おかあさんといっしょ
- できるかな（おしゃべり〈初代〉）
- なんじゃ・もんじゃ・ドン!（ナンジャーマンの声）

### テレビドラマ
- ザ・ガードマン（TBS、第236話・1969年）

### 人形劇
- 大きくなる子（メガネ）※後に「モン」に改名

### ラジオ
- オールナイトパートナー 木曜深夜（アシスタント、パーソナリティは林洋右アナ〈ラジオ関東・現アールエフラジオ日本〉。むち打ち症の悪化を理由に途中降板するも、復帰なきまま番組終了した）
- パピー・カラー ラジオCM（1984年）

## 歌唱楽曲
- 「まほうつかいとまじょさまの大パレード」（1981年、東芝ダンス教材シリーズ / 規格品番：TS-4880）
  - 作詞：城野賢一 / 作曲・編曲：福田和禾子 / 歌 - つかせのりこ・子門真人
- 「ダ行のスパンク」（1981年3月、テレビアニメ「おはよう!スパンク」第1期EDテーマ / 規格品番：KV-2031）
  - 作詞：倉久兼人、荒木とよひさ / 作曲・編曲：馬飼野康二 / 歌 - つかせのりこ
- 「スパンクの百面相」（1981年9月、テレビアニメ「おはよう!スパンク」第2期EDテーマ / 規格品番：KV-2043）
  - 作詞：立原澪 / 作曲：藤山節雄 / 編曲：馬飼野康二 / 歌 - つかせのりこ
- 「悪党ブルース」（1987年4月、テレビアニメ「新メイプルタウン物語 パームタウン編」挿入歌 / 規格品版：CAK-814）
  - 作詞・作曲：小坂明子、編曲：松井忠重 / 歌 - つかせのりこ・龍田直樹

## 後任
つかせの死後、持ち役を引き継いだ人物は以下の通り。
| 後任         | 役名           | 概要作品                             | 後任の初担当作品                              |
| ------------ | -------------- | ------------------------------------ | --------------------------------------------- |
| 杉山佳寿子   | ハゲ丸         | 『つるピカハゲ丸くん』               | 『つるピカハゲ丸くん』第38話                  |
| のむらしんぼ | ハゲ丸         | 『つるピカハゲ丸くん』               | 『戦国修羅SOUL』                              |
| 三田ゆう子   | ガンモ         | 『ひみつのアッコちゃん（第2期）』    | 『ひみつのアッコちゃん（第2期）』             |
| 佐藤智恵     | ゴマ           | 『ひみつのアッコちゃん（第2期）』    | 『ひみつのアッコちゃん（第2期）』             |
| かずきかずみ | （おしゃべり） | 『できるかな』                       | 『できるかな』1989年5月放送回                 |
| 山本百合子   | 郷ノン         | 『魔女っ子メグちゃん』               | 『魔女っ子大作戦』                            |
| 日比野朱里   | 女帝ジャネラ   | 『超電磁ロボ コン・バトラーV』       | 『スーパーロボット大戦IMPACT』                |
| 松岡由貴     | 一木千恵       | 『超電磁ロボ コン・バトラーV』       | 『スーパーロボット大戦A PORTABLE』            |
| 天野由梨     | 早乙女ミユキ   | 『ゲッターロボ』                     | 『スーパーロボット大戦A PORTABLE』            |
| 高山みなみ   | チネッテ       | 『アルプスの少女ハイジ』             | 『アルプスの少女ハイジ 総集編』               |
| 長沢直美     | ルーキィ       | 『ウルトラマンキッズのことわざ物語』 | 『ウルトラマンキッズ 母をたずねて3000万光年』 |
| 江森浩子     | 極小路秀麻呂   | 『魁!!男塾』                         | 『魁!!男塾 〜日本よ、これが男である！〜』     |
| 渡辺久美子   | チュー吉       | 『あしたのジョー2』                  | 『パチスロ あしたのジョー2』                  |